# Fresnoy-Andainville
Fresnoy-Andainville is een gemeente in het Franse departement Somme (regio Hauts-de-France) en telt 93 inwoners (2009). De plaats maakt deel uit van het arrondissement Amiens.

## Geografie
De oppervlakte van Fresnoy-Andainville bedraagt 4,0 km²; de bevolkingsdichtheid is dus 23,3 inwoners per km².
De onderstaande kaart toont de ligging van Fresnoy-Andainville met de belangrijkste infrastructuur en aangrenzende gemeenten.

## Demografie
Onderstaande figuur toont het verloop van het inwonertal (bron: INSEE-tellingen).